# Cemento expansivo

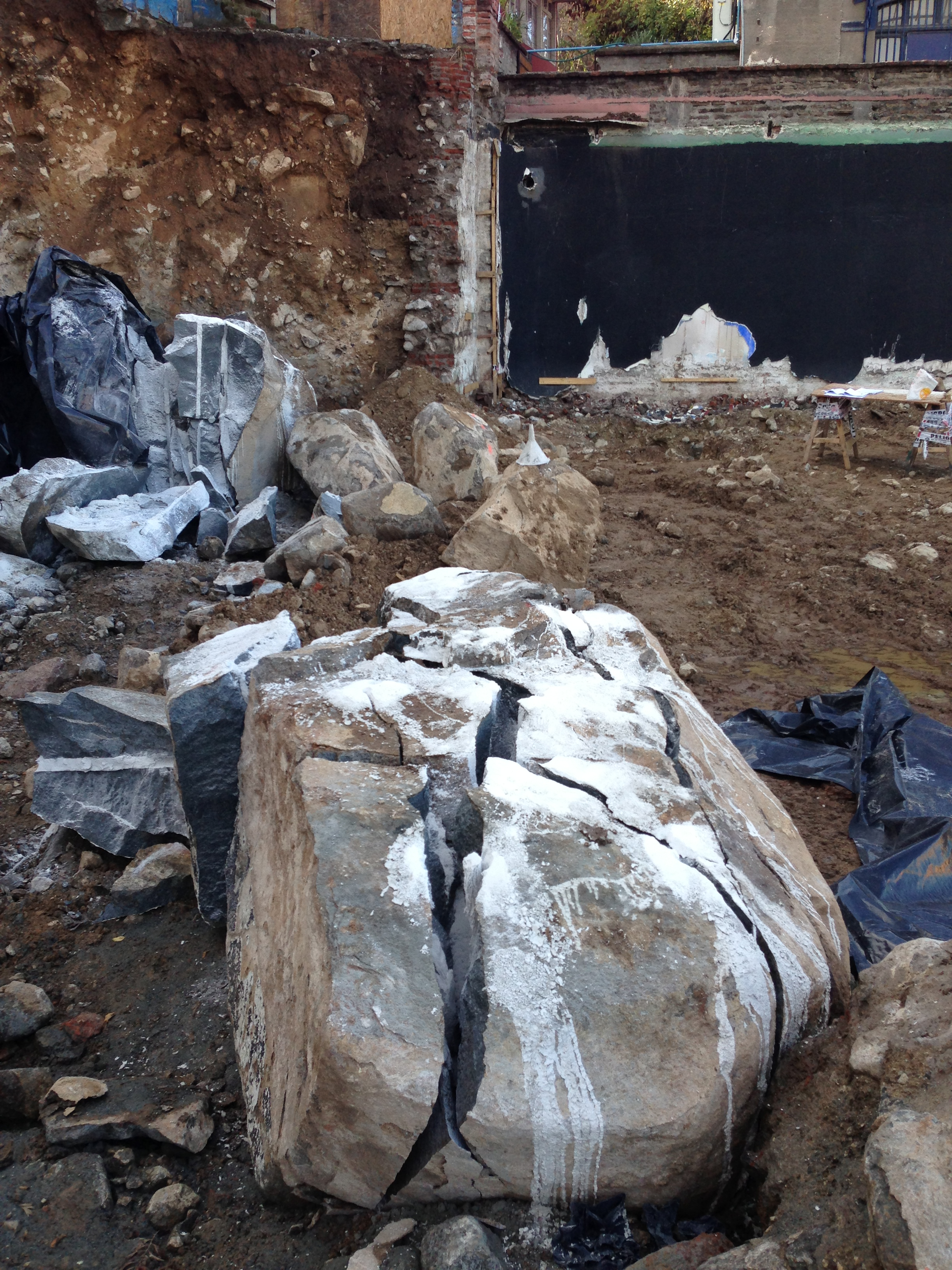
Rotura de roca con cemento expansivo.

El cemento es un polvo seco hecho de sílice, alúmina, cal, óxido de hierro y óxido de magnesio, que se endurece cuando se mezcla con agua.

## Contexto: tipos de cemento
Existen multitud de clases de cemento: aluminoso, asfáltico, bituminoso, blanco, con aire incluido, de albañilería, de alta temperatura, de asbesto, de azufre o expansivo.
Este último se caracteriza porque sustituye al explosivo con gran número de ventajas: no contamina, no produce vibraciones, no necesita permisos,... Se utiliza en trabajos de demolición de todo tipo de rocas y hormigón, en canteras, trabajos submarinos, construcción, obra civil y pública, etc. La característica principal es que funciona en grandes diámetros con los mismos resultados que en diámetros pequeños.

## Historia
La tecnología utilizada por este cemento es la reacción química de hidratación. Esta reacción química se emplea desde la antigüedad ya que fue utilizada en la construcción de las pirámides de Egipto para la extracción y elaboración de grandes bloques de granito.
Utilizaban cuñas de madera y las mojaban con agua por efecto de la reacción química de hidratación se producía una gran fuerza expansiva y la consiguiente rotura. Los cementos demoledores, mezclados con agua producen la reacción química de hidratación generando una fuerza expansiva de 7.000 a 9.000 T/m².

## Desarrollo moderno
A mediados de los años setenta del siglo XX, un ingeniero y químico italiano, Rossano Vannetti, comienza el estudio y el desarrollo de la formulación moderna del cemento expansivo. A base de carbonatos de calcio, consigue desarrollar una formulación que le permite regular a voluntad el tiempo de reacción del producto, y por tanto, a base de catalizadores de la reacción, controlar los tiempos de rotura.
Este hecho diferencial le permite, partiendo de un pequeño laboratorio en la Toscana italiana, en Casteglione de la Pesacia, funda el que hoy es un gran imperio industrial, mercantil y económico en torno a este producto. Establece fábricas y sedes comerciales en los cinco continentes y en relativamente poco tiempo se convierte en el mayor productor mundial de cemento expansivo, con industrias en Italia, Brasil, Argentina, Egipto y Sudáfrica.

## Aplicaciones
El campo de utilización del cemento expansivo es universal. Puede utilizarse tanto en grandes obras o megaproyectos, como en pequeñas demoliciones o demoliciones domésticas. En el caso de las canteras de granito, por ejemplo, las pruebas efectuadas en canteras sudafricanas de granito Rojo Africa con cemento rompedor no explosivo han dado como resultado un aumento de hasta el 10% en la cantidad de granito aprovechado. La prueba efectuada mostró que se trata de un proceso económico y que el aumento de la producción es importante (hasta un 50%), ya que se reduce el número de perforaciones que hay que realizar. Con los procedimientos convencionales, se necesita una perforación cada 10 cm, mientras que con el cemento aumenta la producción y en el proceso ya no es necesario paralizar ninguna operación en curso.

## Modo de empleo
- Dosificación: Ponga en un balde un 28%-30% de agua (que no pase de 15º en verano) y con una batidora haga una masa uniforme y sin grumos.

- Carga: llenar el agujero hasta arriba. En grandes obras puede utilizarse una bomba de carga.

- Acción expansiva y rotura: en menos de 10 horas una presión expansiva de más de 4.000 Tm/m² (toneladas por metro cuadrado). La potencia va aumentando progresivamente y unos dos días después puede llegar a lograr una presión expansiva de más de 5.000 Tm/m². Para la mayor parte de los materiales a derribar basta con una presión expansiva de 3.000 Tm/m².

- Grietas: se resuelve usando tubo de unos 30 mm o saco de poliuretano de diámetro ligeramente superior al del barreno.

- Datos: Q5760400